# 马格朗
马格朗（法語：Magland，法語發音：[maɡlɑ̃]）是法国上萨瓦省的一个市镇，位于该省中东部偏北，属于博讷维尔区。

## 地理
马格朗（46°1'19"N, 6°37'11"E）面积40.32 平方千米，位于法国奥弗涅-罗讷-阿尔卑斯大区上萨瓦省，该省份为法国东部省份，历史上为薩伏依的一部分，北与瑞士接壤，西接安省，南至萨瓦省，东与瑞士和意大利接壤。
与马格朗接壤的市镇（或旧市镇、城区）包括：阿拉什-拉弗拉斯、克吕斯、南锡叙克吕斯、帕西、勒勒波苏瓦尔、萨朗什。
马格朗的时区为UTC+01:00、UTC+02:00（夏令时）。

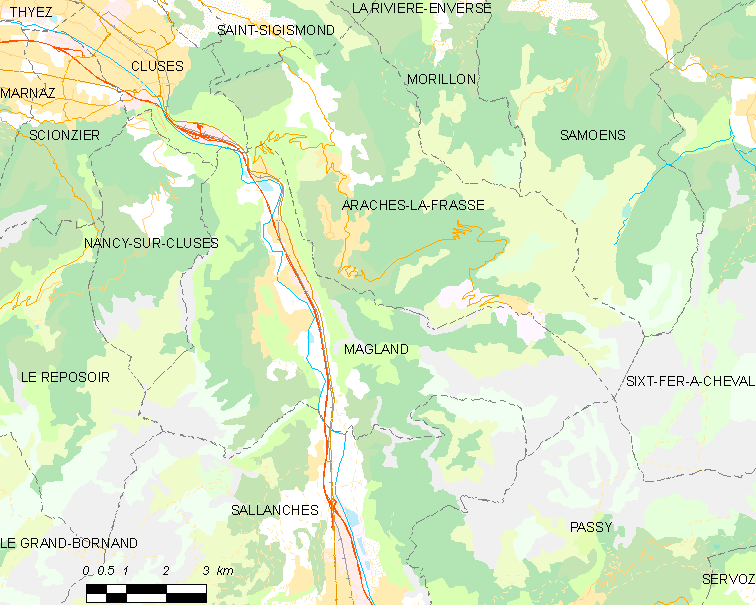
马格朗的OSM定位图

## 行政
马格朗的邮政编码为74300，INSEE市镇编码为74159。

## 政治
马格朗所属的省级选区为萨朗什县。

## 交通
上萨瓦省省道D1205线经过马格朗境内，马格朗站开往前往省会阿讷西的区域列车。

## 人口

1962-2008年间马格朗人口变化图示

马格朗于2022年1月1日时的人口数量为3242人。